# Pont de Grand-Mère
Le pont de Grand-Mère traverse la rivière Saint-Maurice à la hauteur de l'ancienne ville de Grand-Mère (aujourd'hui Shawinigan). Lors de sa construction en 1928, il s'agissait du plus long pont à voies métalliques transfluviales avec câbles à torons au monde.

## Histoire
Construit en 1928, il a été ouvert à la circulation le 1er mai 1929 et a été inauguré officiellement que le 30 juin 1929. L'ancienne ville Grand-Mère qui ne compte que 8 000 habitants à l'époque a dû débourser la somme de 400 000 CAD pour sa construction.
La rivière Saint-Maurice était autrefois traversée par un chaland à cet endroit. La construction du pont suspendu amorça le prolongement de la route 19 (aujourd'hui route 155) jusqu'à la ville de La Tuque.
La travée d'approche à l'ouest du pont fut édifiée dès 1917 par la Laurentide Pulp and Paper (devenue plus tard Consolidated Bathurst, puis Stone-Consolidated, puis Abitibi-Consolidated). La conception est confiée à Robinson & Steinman, la fabrication à la Fraser, Brace & Co. Ltd et les câbles d'acier à John A. Roebling's Sons Company.
De son ouverture, et jusqu'en mars 1944, juste avant les élections générales, on doit payer son écot pour utiliser le pont.